# Дубянский, Фёдор Яковлевич
Фёдор Яковлевич Дубянский (1691, с. Плоское Нежинского уезда Черниговской губернии — 27 ноября 1769, Санкт-Петербург) — протопресвитер Русской церкви, духовник императриц Елизаветы Петровны и Екатерины II, который имел значительный вес при дворе и в Святейшем Синоде. Владелец Керстовской вотчины и Богословской мызы, родоначальник Дубянских.

## Биография
Происходил с волынских земель Речи Посполитой. Обеспечил себе карьеру браком на дочери Константина Феодоровича Шаргородского, бывшего духовником цесаревны Елизаветы Петровны. После его смерти, по общепринятому среди белого духовенства обычаю, занял место своего тестя, став духовником цесаревны, а затем и императрицы. С 1749 года был протопресвитером Благовещенского собора Московского Кремля.

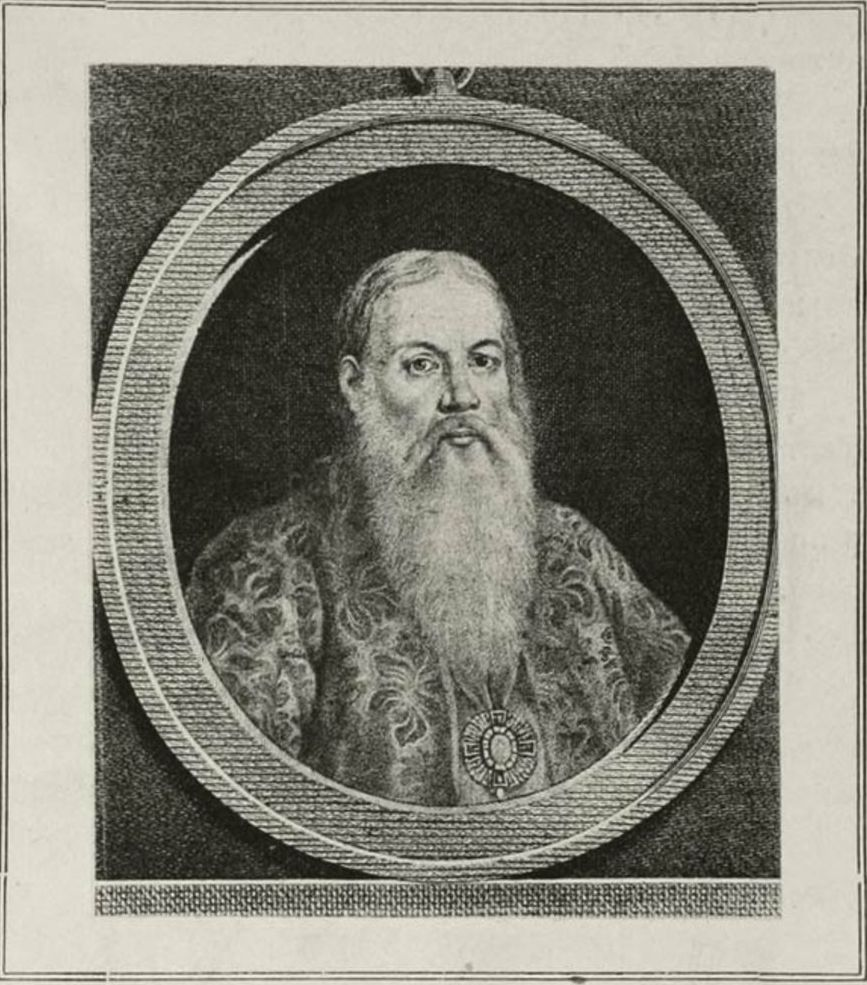
Посмертный портрет, гравированная копия с прижизненного портрета, кон. XVIII в.

Елизавета Петровна, отличавшаяся набожностью, очень благоволила к Фёдору Дубянскому и он пользовался большим влиянием при дворе. Императрица щедро награждала своего духовника. К концу своей жизни он владел 8000 крестьян, а указом 10 августа 1761 года был возведён в потомственное дворянство (род дворян Дубянских пресёкся в 1851 году). По образцу церкви в его керстовском имении в Санкт-Петербурге был построен первоначальный (не сохранившийся) Троице-Измайловский собор.
По замечанию В. О. Ключевского императрица Елизавета была послушной духовной дочерью Фёдора Дубянского весь период своего правления. По одной из версий, именно по его настоянию она в 1742 или 1744 году тайно обвенчалась со своим фаворитом Алексеем Разумовским, возможно таинство совершил сам отец Фёдор в Знаменской церкви села Перова под Москвой.
Елизавета часто давала распоряжения Святейшему Синоду через своего духовника и он стал одним из церковных временщиков. О сильном влиянии Фёдора Дубянского на членов Синода писал в своих «Записках» и его обер-прокурор князь Я. Шаховский. Дубянский вмешивался в политику, покровительствовал запорожским казакам за частые присылки ему солёной рыбы.
При Екатерине II Фёдор Дубянский вначале сохранил своё влияние так как императрица была ему многим обязана — будучи ещё великой княгиней она обращалась к нему за помощью, когда ей угрожала высылка за границу. Не имея возможности переговорить с Елизаветой, она ночью призвала к себе Фёдора Дубянского с просьбой исповедать её. Екатерина сказала что плоха здоровьем и попросила о. Фёдора сообщить об этом императрице. Елизавета по просьбе духовника дала Екатерине аудиенцию, восстановившую её положение при дворе. Михаил, сын Фёдора Дубянского, участвовал в перевороте 1762 года, который возвёл на престол Екатерину. Позднее Екатерина потеряла к нему симпатии, а за ней и члены Синода, платя этим за прежнее его временщичество при Елизавете Петровне.

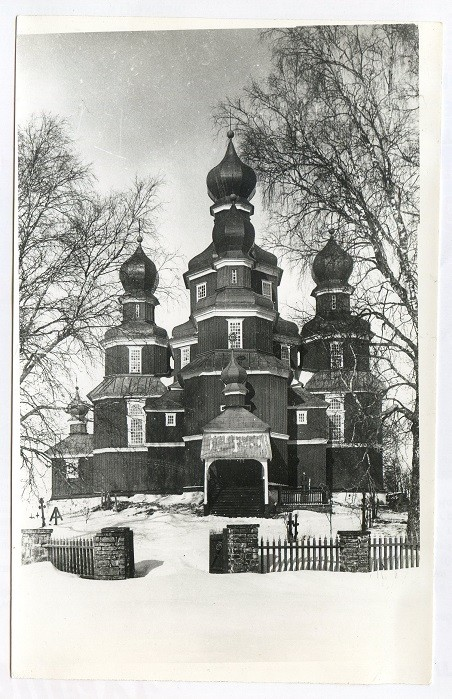
Досчатая церковь в Кёрстово, построенная Дубянским в 1748 г. в подражание пятибанным казацким храмам Украины

Скончался Фёдор Дубянский в 1769 году. Был погребён в алтаре Лазаревской церкви в Александро-Невской лавре, могила не сохранилась. К концу жизни его материальное состояние заметно ухудшилось и его сыновья, не успев ещё принять наследство, просили через Сенат о вызове всех кредиторов своего отца.

## Семья
Супруга: Марья Константиновна Шарогородская (1714—1769). В браке родились четыре сына, возведённые в потомственное дворянское достоинство по именному указу императрицы Елизаветы от 10 апреля 1761 года, и дочь:
- Михаил (1733—1776) — унтер-шталмейстер и егермейстер, секунд-майор гвардии конного полка, участник переворота 1762 года;
  - Фёдор Михайлович, бригадир, музыкант-любитель, утонул при переправе через Неву холостым; Державин откликнулся на его гибель одой «Потопление».
  - Варвара Михайловна (1763—1803), первая жена Василия Николаевича Зиновьева, тайного советника; владения Зиновьевых унаследовал их сын Николай.
- Яков (1745—1807) — офицер, деятель масонства.
  - Александр Яковлевич (1771-1851), полковник, герой войны 1812 года.
  - Пётр Яковлевич (1774—1822), холост.
  - Надежда Яковлевна, жена Александра Яковлевича Голохвастова, тайного советника.
- Фёдор — вахмистр лейб-гвардии Конного полка (1761[10]), поручик лейб-гвардии Конного полка (1762), секунд-ротмистр лейб-гвардии Конного полка (1765), ротмистр лейб-гвардии Конного полка (1769)
- Захар — камер-паж (1761[10])
- Елизавета, замужем за князем Яковом Петровичем Долгоруким, камергером.